# Lista de ministros do Turismo de Portugal

Bandeira de ministro de Portugal.

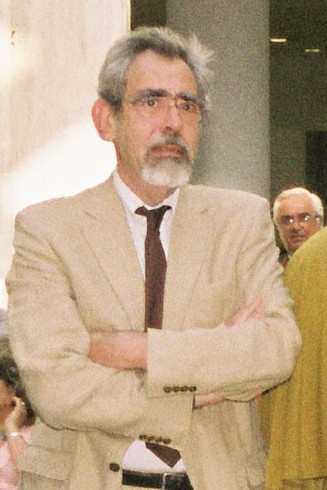
António Barreto, primeiro ministro do Turismo, como ministro do Comércio e Turismo.

Esta é uma lista de ministros do Turismo em Portugal, entre a criação do cargo de Ministério do Comércio e Turismo a 23 de julho de 1976 e a extinção do Ministério do Turismo a 12 de março de 2005.
A lista cobre o atual período democrático (1974–atualidade).

## Designação
Entre 1976 e a atualidade, o cargo de ministro do Turismo teve as seguintes designações:
- Ministro do Comércio e Turismo — designação usada entre 23 de julho de 1976 e 4 de setembro de 1981;
- Cargo inexistente — entre 4 de setembro de 1981 e 9 de junho de 1983;
- Ministro do Comércio e Turismo — designação usada entre 9 de junho de 1983 e 6 de novembro de 1985;
- Cargo inexistente — entre 6 de novembro de 1985 e 17 de agosto de 1987;
- Ministro do Comércio e Turismo — designação usada entre 17 de agosto de 1987 e 28 de outubro de 1995;
- Cargo inexistente — entre 28 de outubro de 1995 e 17 de julho de 2004;
- Ministro do Turismo — designação usada entre 17 de julho de 2004 e 12 de março de 2005;
- Cargo inexistente — entre 12 de março de 2005 e a atualidade.

## Numeração
São contabilizados os períodos em que o ministro esteve no cargo ininterruptamente, não contando se este serve mais do que um mandato. Ministros que sirvam em períodos distintos são, obviamente, distinguidos numericamente.

## Lista
Legenda de cores

(para partidos políticos)
| Terceira República (1974–presente)       | |                         |                        |                        |         |                                                                                   |
| #                                        | Ministro do Comércio e Turismo (Nascimento–Morte) | Retrato                 | Início do mandato      | Fim do mandato         | Governo | Governo                                                                           |
| Governos Constitucionais (1976-Presente) | |                         |                        |                        |         |                                                                                   |
| 1                                        | António Miguel de Morais Barreto (1942–) |                         | 23 de julho de 1976    | 25 de março de 1977    |         | I Soares                                                                          |
| 2                                        | Carlos Alberto da Mota Pinto (1936–1985) |                         | 25 de março de 1977    | 30 de janeiro de 1978  |         | I Soares                                                                          |
| 3                                        | Basílio Adolfo Mendonça Horta da França (1943–) |                         | 30 de janeiro de 1978  | 29 de agosto de 1978   |         | II Soares                                                                         |
| 4                                        | Pedro José Rodrigues Pires de Miranda (1928–2015) |                         | 29 de agosto de 1978   | 22 de novembro de 1978 |         | III Nobre da Costa                                                                |
| 5                                        | Abel Pinto Repolho Correia (1926–1994) |                         | 22 de novembro de 1978 | 1 de agosto de 1979    |         | IV Mota Pinto                                                                     |
| 6                                        | Acácio Manuel Pereira Magro (1932–2018) |                         | 1 de agosto de 1979    | 3 de janeiro de 1980   |         | V Pintasilgo                                                                      |
| 7                                        | Basílio Adolfo Mendonça Horta da França (2.ª vez) (1943–) |                         | 3 de janeiro de 1980   | 9 de janeiro de 1981   |         | VI Sá Carneiro (até 4 dez. 1980) Freitas do Amaral (desde 4 dez. 1980) (interino) |
| 8                                        | Alexandre de Azeredo Vaz Pinto (1939–) |                         | 9 de janeiro de 1981   | 4 de setembro de 1981  |         | VII Pinto Balsemão                                                                |
| #                                        | Pasta do Turismo | Retrato                 | Início do mandato      | Fim do mandato         | Governo | Governo                                                                           |
| –                                        | Serviços integrados na Presidência do Conselho de Ministros (ver: Lista de chefes de governo de Portugal) |                         | 4 de setembro de 1981  | 9 de junho de 1983     |         | VIII Pinto Balsemão                                                               |
| #                                        | Ministro do Comércio e Turismo (Nascimento–Morte) | Retrato                 | Início do mandato      | Fim do mandato         | Governo | Governo                                                                           |
| 9                                        | Álvaro Roque de Pinho de Bissaia Barreto (1936–2020) |                         | 9 de junho de 1983     | 17 de outubro de 1984  |         | IX Soares                                                                         |
| 10                                       | Joaquim Martins Ferreira do Amaral (1945–) |                         | 17 de outubro de 1984  | 6 de novembro de 1985  |         | IX Soares                                                                         |
| #                                        | Pasta do Turismo | Retrato                 | Início do mandato      | Fim do mandato         | Governo | Governo                                                                           |
| –                                        | Serviços integrados na Presidência do Conselho de Ministros (ver: Lista de chefes de governo de Portugal) |                         | 6 de novembro de 1985  | 17 de agosto de 1987   |         | X Aníbal Cavaco Silva                                                             |
| #                                        | Ministro do Comércio e Turismo (Nascimento–Morte) | Retrato                 | Início do mandato      | Fim do mandato         | Governo | Governo                                                                           |
| 11                                       | Joaquim Martins Ferreira do Amaral (2.ª vez) (1945–) |                         | 17 de agosto de 1987   | 24 de abril de 1990    |         | XI Aníbal Cavaco Silva                                                            |
| 12                                       | Fernando Manuel Barbosa Faria de Oliveira (1941–) |                         | 24 de abril de 1990    | 28 de outubro de 1995  |         | XI Aníbal Cavaco Silva                                                            |
| 12                                       | Fernando Manuel Barbosa Faria de Oliveira (1941–) | XII Aníbal Cavaco Silva | 24 de abril de 1990    | 28 de outubro de 1995  |         |                                                                                   |
| #                                        | Pasta do Turismo | Retrato                 | Início do mandato      | Fim do mandato         | Governo | Governo                                                                           |
| –                                        | Serviços integrados no Ministério da Economia (ver: Lista de ministros da Economia de Portugal) |                         | 28 de outubro de 1995  | 17 de julho de 2004    |         | XIII Guterres                                                                     |
| –                                        | Serviços integrados no Ministério da Economia (ver: Lista de ministros da Economia de Portugal) | XIV Guterres            | 28 de outubro de 1995  | 17 de julho de 2004    |         |                                                                                   |
| –                                        | Serviços integrados no Ministério da Economia (ver: Lista de ministros da Economia de Portugal) | XV Durão Barroso        | 28 de outubro de 1995  | 17 de julho de 2004    |         |                                                                                   |
| #                                        | Ministro do Turismo (Nascimento–Morte) | Retrato                 | Início do mandato      | Fim do mandato         | Governo | Governo                                                                           |
| 13                                       | Telmo Augusto Gomes de Noronha Correia (1960–) |                         | 17 de julho de 2004    | 12 de março de 2005    |         | XVI Pedro Santana Lopes                                                           |
| #                                        | Pasta do Turismo | Retrato                 | Início do mandato      | Fim do mandato         | Governo | Governo                                                                           |
| –                                        | Serviços integrados no Ministério da Economia e da Inovação (ver: Lista de ministros da Economia de Portugal e Lista de ministros da Inovação de Portugal)                                                                        |                         | 12 de março de 2005    | 26 de outubro de 2009  |         | XVII Sócrates                                                                     |
| –                                        | Serviços integrados no Ministério da Economia, da Inovação e do Desenvolvimento (ver: Lista de ministros da Economia de Portugal, Lista de ministros da Inovação de Portugal e Lista de ministros do Desenvolvimento de Portugal) |                         | 26 de outubro de 2009  | 21 de junho de 2011    |         | XVIII Sócrates                                                                    |
| –                                        | Serviços integrados no Ministério da Economia e do Emprego (ver: Lista de ministros da Economia de Portugal e Lista de ministros do Emprego de Portugal)                                                                          |                         | 21 de junho de 2011    | 24 de julho de 2013    |         | XIX Passos Coelho                                                                 |
| –                                        | Serviços integrados no Ministério da Economia (ver: Lista de ministros da Economia de Portugal) |                         | 24 de julho de 2013    | 15 de outubro de 2018  |         | XIX Passos Coelho                                                                 |
| –                                        | Serviços integrados no Ministério da Economia (ver: Lista de ministros da Economia de Portugal) | XX Passos Coelho        | 24 de julho de 2013    | 15 de outubro de 2018  |         |                                                                                   |
| –                                        | Serviços integrados no Ministério da Economia (ver: Lista de ministros da Economia de Portugal) | XXI Costa               | 24 de julho de 2013    | 15 de outubro de 2018  |         |                                                                                   |
| –                                        | Serviços sob alçada do Ministro Adjunto e da Economia (ver: Lista de ministros adjuntos de Portugal e Lista de ministros da Economia de Portugal)                                                                                 |                         | 15 de outubro de 2018  | 26 de outubro de 2019  |         | XXI Costa                                                                         |
| –                                        | Serviços sob alçada do Ministro de Estado, da Economia e da Transição Digital (ver: Lista de ministros de Estado de Portugal e Lista de ministros da Economia de Portugal)                                                        |                         | 26 de outubro de 2019  | 30 de março de 2022    |         | XXII Costa                                                                        |
| –                                        | Serviços integrados no Ministério da Economia e do Mar (ver: Lista de ministros da Economia de Portugal e Lista de ministros do Mar e das Pescas de Portugal)                                                                     |                         | 30 de março de 2022    | atualidade             |         | XXIII Costa                                                                       |

### Lista de ministros do Turismo vivos
| Nome                       | Mandato(s)           | Idade              |
| -------------------------- | -------------------- | ------------------ |
| António Barreto            | 1976–1977            | 82 anos e 286 dias |
| Basílio Horta              | 1978; 1980–1981      | 81 anos e 269 dias |
| Alexandre Vaz Pinto        | 1981                 | 86 anos e 94 dias  |
| Joaquim Ferreira do Amaral | 1984–1985; 1987–1990 | 80 anos e 121 dias |
| Fernando Faria de Oliveira | 1990–1995            | 83 anos e 306 dias |
| Telmo Correia              | 2004–2005            | 65 anos e 189 dias |